# Requirementsanalyse

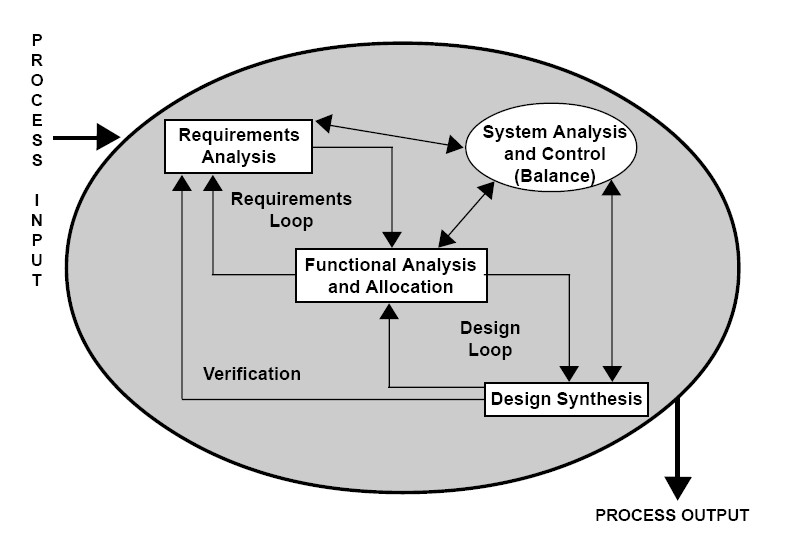
Requirementsanalyse is de eerste stap in het softwareontwikkelingsprocessproces.

Requirementsanalyse in software engineering en systems engineering is het bepalen en overwegen van de requirements van een nieuw of te wijzigen product, rekening houdend met mogelijke conflicterende vereisten van de betrokken stakeholders.
Requirementsanalyse wordt als essentieel beschouwd voor het succes van een ontwikkelingsproject.

## Overzicht
De requirementsanalyse is door het IEEE in drie type van activiteiten opgedeeld:
- Requirements elicitation (ontlokken): de taken van het communiceren met klanten en gebruikers om te bepalen wat hun behoeften en vereisten zijn, en dit vertalen in requirements
- Requirementsanalyse: bepaling in welke mate de opgestelde requirements onduidelijk, incompleet, onbepaald of tegenstrijdig zijn, en deze onvolkomenheden corrigeren.
- Requirementsvalidatie: requirements kunnen in verschillende vormen gedocumenteerd worden, zoals in proza, usecases, zgn "user stories", of proces specificaties.

Analisten kunnen verschillende technieken gebruiken om de requirements bij klanten vast te stellen. Als vanouds kan dit bestaan uit het houden van interviews, het initiëren van gebruikersgroepen en of de opstelling van requirementslijsten. Meer moderne technieken omvatten prototyping en usecases. Zo nodig kunnen de methoden worden gecombineerd om de juiste requirements op tafel te krijgen.
De systematische vaststelling van requirements wordt ook wel requirement engineering genoemd.

## Requirements
Een requirement in de techniek is een enkelvoudig gedocumenteerde bepaling, wat een bepaald product of dienst zou moeten doen. Hierin worden de benodigde attributen, capaciteiten, karakteristieken of kwaliteiten van een systeem geïdentificeerd, die bruikbaar zijn en meerwaarde bieden voor een gebruiker.
De requirements zelf moeten toepasbaar zijn, testbaar, gerelateerd aan identificeerbare bedrijfsbehoefte of kansen, en gedefinieerd op een niveau dat voldoende gedetailleerd is voor het systeemontwerp.